# Disquisitiones arithmeticae
Disquisitiones arithmeticae es un libro de teoría de números escrito por el matemático alemán Carl Friedrich Gauss en 1798 cuando tenía 21 años, y publicado por primera vez en 1801 en Leipzig. En este libro Gauss compila resultados de teoría de números que habían sido obtenidos por matemáticos tales como Fermat, Euler, Lagrange y Legendre, a los que añade importantes descubrimientos de su autoría.

## Enfoque
Las Disquisitiones cubren tanto la teoría elemental de números como partes del área que hoy conocemos como teoría algebraica de números. Sin embargo, Gauss no reconoció explícitamente el concepto de un grupo, que es un concepto central en el álgebra moderna, por lo que no empleó dicho término. En efecto, el título hace referencia a la aritmética. En el prefacio de las Disquisitiones, Gauss describe el enfoque del libro de esta manera:
Las investigaciones contenidas en este volumen pertenecen a esa parte de las Matemáticas que trata particularmente sobre los enteros, a veces las fracciones, pero siempre se excluyen los irracionales.

## Contenido
El libro se divide en siete secciones, que son:
Sección I. Sobre los números congruentes en general
Sección II. Sobre las congruencias de primer grado
Sección III. Sobre los residuos de potencias
Sección IV. Sobre las congruencias de segundo grado
Sección V. Sobre las formas y ecuaciones indeterminadas de segundo grado
Sección VI. Aplicaciones varias de las cuestiones precedentes
Sección VII. Sobre las ecuaciones que definen secciones de círculos
Una octava sección debía haber sido publicada en un segundo volumen, pero nunca vio la luz; hallada entre los manuscritos de Gauss, fue editada tras su muerte en sus Obras Completas. En adelante, se describirán los diversos enunciados en la formulación de Gauss así como en una formulación actual.

### Sección 1
Esta sección, muy corta, introduce una nueva noción y una nueva notación cuyo impacto en el desarrollo de la teoría de números (y particularmente la aritmética modular) ha sido importante, las congruencias. El libro empieza con su definición:
Si un número {\displaystyle a} divide la diferencia de los números {\displaystyle b} y {\displaystyle c}, {\displaystyle b} y {\displaystyle c} se dicen congruentes respecto de {\displaystyle a}, de lo contrario, son incongruentes. {\displaystyle a} se llama módulo; cada uno de los números {\displaystyle b} y {\displaystyle c}, residuos del otro en el primer caso, y no residuos en el segundo.
La notación '≡' se introduce en la siguiente sección y la adopta, indica Gauss, «a causa de la gran analogía que existe entre la igualdad y la congruencia». Así, -16 ≡ 9 (mod. 5) expresa el hecho de que 5 divide -16-9.
Gauss establece el hecho de que todo entero tiene un residuo módulo {\displaystyle m} comprendido entre 0 y {\displaystyle m-1} (art. 3 y 4), tras lo cual demuestra que la noción de congruencia es compatible con las operaciones usuales de la aritmética, dicho de otra manera, que los enteros modulares forman un anillo (art. 5 a 9).

### Sección 2
Esta sección contiene, para empezar, algunos resultados sobre los enteros, demostrados con la ayuda de las congruencias: el lema de Euclides aparece en el artículo 14, el teorema de descomposición en producto de factores primos es el objeto de estudio del artículo 16. Gauss deduce numerosas consecuencias, entre las cuales uno de los lemas llamados 'de Gauss' (artículo 19) y sobre todo la resolución de las congruencias lineales, es decir, las ecuaciones de primer grado en los residuos (art. 24 y 29). Proporciona dos métodos, atribuidos a Euler y Lagrange, para resolver estas ecuaciones, observando que conducen al mismo algoritmo (art. 27 y 28). Los artículos 30, después el 33 y los siguientes, exponen diversos métodos derivados del teorema chino del resto; pero este no se determina con un enunciado formalmente identificado. El artículo 37 aborda los sistemas de congruencias de primer grado con varias incógnitas. La última parte de esta sección incluye varios enunciados que serán empleados en adelante: las propiedades de la función indicatriz de Euler (artículo 38), en la que Gauss, por otra parte, fija la notación que hoy en día es corriente; el lema de Gauss sobre los coeficientes de los polinomios (art. 42) y el teorema de Lagrange según el cual una congruencia polinómica módulo un número primo no puede tener más raíces que su grado (artículos 43-44).

### Sección 3
Esta sección está consagrada al estudio de progresiones geométricas módulo un número primo {\displaystyle p}, es decir, las sucesiones {\displaystyle a}, {\displaystyle a^{2}}, {\displaystyle a^{3}}, ... módulo {\displaystyle p} (para un entero {\displaystyle a} no divisible por {\displaystyle p}).
Los artículos 45 y siguientes tratan el pequeño teorema de Fermat (Fermatii theorema según Gauss, quien atribuye su primera demostración publicada a Euler); en 52-54 se analiza el problema de conocer exactamente el número de residuos modulares de un orden multiplicativo dado, con la ayuda de la indicatriz de Euler. En 56, Gauss comenta un intento de Euler de obtener una demostración de dicho resultado, que no tiene éxito. Gauss se interesa por las raíces de otros residuos aparte de la unidad, enuncia de antemano la alternativa sobre el número de soluciones (art. 60) y se interesa por la posibilidad de decidir efectivamente esta alternativa sin tener que recurrir a las tablas (art. 64). Trata por ejemplo la existencia de raíces cuadradas de -1 módulo un número primo. El problema de calcular efectivamente raíces primitivas (problema del logaritmo discreto) ocupa los artículos siguientes. Gauss termina por declarar que «la mayoría de los métodos que sirven para hallar las raíces primitivas se basan en buena parte en el tanteo» (art. 73). Enuncia una versión muy general del teorema de Wilson (art. 75) cuya publicación atribuye a Waring (art. 76). Gauss se interesa también por las sumas geométricas (art. 79) y por las sumas de raíces primitivas (art. 81).
Gauss considera el caso de un módulo compuesto, a través del teorema de Fermat-Euler (art. 83). Finalmente, se interesa de nuevo por las raíces de la unidad (art. 85 y 89) y proporciona un criterio para la existencia de raíces primitivas (art. 92), es decir, para que el grupo de las unidades de los anillos considerados sea cíclico.

### Sección 4
Gauss comienza mostrando que hay tantos residuos cuadráticos («residua quadratica») como de no residuos cuadráticos módulo un número primo (art. 94 à 97); propone varios métodos para llegar al resultado. Posteriormente, trata la cuestión de un módulo compuesto (art. 100 à 106). Después plantea la cuestión de, dado un número entero, hallar todos los módulos para los cuales ese número es residuo cuadrático. Para -1 (art. 108 a 111), la respuesta ya se encuentra en la parte precedente (art. 64); se proporcionan dos demostraciones adicionales, una de las cuales se basa en el teorema de Wilson. Después Gauss se ocupa de los casos de 2 y -2 (art. 112 a 116), 3 y -3 (art. 117 a 120) y 5 y -5 (art. 121 a 124).
Quedando patente la necesidad de un enfoque más sistemático, Gauss enuncia en 131 lo que llama «teorema fundamental»:
Todo número que, tomado positivo, es residuo o no residuo de p, tendrá, por residuo o no residuo, +p o -p, según sea p de la forma 4n+1 o 4n+3.
Se reconoce aquí la ley de reciprocidad cuadrática, y Gauss proporciona la primera demostración de este resultado, que se basa en una recurrencia. Gauss distingue ocho casos (art. 132 a 144). Crea un algoritmo para determinar si un número es residuo cuadrático para un módulo dado, basándose en el conocimiento de la factorización en producto de primos (art. 146).

### Sección 5
Gauss estudia en primer lugar las formas cuadráticas enteras con dos incógnitas. Su primer teorema (art. 154 a 156) proporciona una condición necesaria para el discriminante (al que Gauss denomina determinante) de una forma cuadrática para que represente un entero dado. A continuación, considera lo que se puede describir en lenguaje moderno como el problema de determinar las clases del conjunto de las formas cuadráticas bajo la acción del grupo {\displaystyle \mathrm {GL} _{2}(\mathbb {Z} )}, y de forma más general por la relación de orden inducida por cambios de coordenadas en {\displaystyle {\mathcal {M}}_{2}(\mathbb {Z} )}, no necesariamente invertibles, pero con determinante no nulo.

## Relevancia
Antes de la publicación de las Disquisitiones, la teoría de números era esencialmente una colección de teoremas y conjeturas aislados unos de otros. Gauss reunió el trabajo de sus predecesores con su propio trabajo y lo compiló en un marco común, rellenó huecos, corrigió demostraciones, faltas de rigor y extendió el tema del estudio de numerosas formas.
La estructura lógica de las Disquisitiones (enunciado de un teorema seguido por su demostración y a su vez por corolarios) estableció un formato estándar para textos posteriores. Aun reconociendo la importancia fundamental de las demostraciones lógicas, Gauss también ilustra muchos teoremas con ejemplos numéricos.
Las Disquisitiones fueron el punto de partida para el trabajo de otros matemáticos europeos del siglo XIX tales como Kummer, Dirichlet y Dedekind. Muchas de las anotaciones de Gauss son efectivamente anuncios de futuras investigaciones suyas, algunas de las cuales permanecieron sin publicar. Debieron resultar particularmente crípticas a ojos de sus contemporáneos, aunque actualmente se pueden entender como el inicio de las teorías de funciones L y multiplicación compleja, en particular.

## Ediciones en línea
- Disquisitiones Arithmeticae
- Gauss, Carl Friedrich (1995) [1801], Disquisitiones arithmeticae, traducido por Hugo Barrantes, Michael Josephy y Ángel Ruiz, San José, Costa Rica: Centro de Investigaciones Matemáticas y Meta-Matemáticas (CIMM), Universidad de Costa Rica., archivado desde el original el 1 de agosto de 2010, consultado el 17 de junio de 2010.

- Datos: Q510675
- Multimedia: Disquisitiones Arithmeticae / Q510675